# Erythrolamprus perfuscus
Erythrolamprus perfuscus – wymarły gatunek węża z podrodziny ślimaczarzy (Dipsadinae) w rodzinie połozowatych (Colubridae).

## Występowanie
Wąż ten był endemitem Barbadosu.

## Status zagrożenia
W Czerwonej księdze gatunków zagrożonych IUCN gatunek od 1996 roku klasyfikowany był jako zagrożony (EN, Endangered), w 2016 roku został uznany za gatunek wymarły (EX, Extinct). Po raz ostatni obserwowano go w 1963 roku.